# Rosenborg Ballklub 2016
Questa voce raccoglie le informazioni riguardanti il Rosenborg Ballklub nelle competizioni ufficiali della stagione 2016.

## Stagione
L'11 dicembre 2015 è stato ufficializzato il calendario per il campionato 2016, con il Rosenborg che avrebbe cominciato la stagione nel fine settimana dell'11-13 marzo 2016, andando a far visita all'Odd alla Skagerak Arena. Il 12 gennaio 2016, il Rosenborg ha comunicato i numeri di maglia in vista della nuova stagione.
Il 1º aprile è stato sorteggiato il primo turno del Norgesmesterskapet 2016: il Rosenborg avrebbe così fatto visita all'Åfjord. Al secondo turno, la squadra è stata sorteggiata contro il Byåsen. Al turno successivo, il Rosenborg avrebbe fatto visita al Nardo. Dopo aver superato anche questo ostacolo, il Rosenborg si è imposto sul Nest-Sotra, sul Tromsø e sul Bodø/Glimt, raggiungendo così la finale contro il Kongsvinger.
Il 20 giugno, l'UEFA ha effettuato i sorteggi per il secondo turno di qualificazione alla Champions League 2016-2017, a cui il Rosenborg avrebbe preso parte: il club norvegese avrebbe affrontato gli svedesi dell'IFK Norrköping. Il Rosenborg è avanzato al turno successivo grazie ad un successo complessivo per 5-4, ritrovandosi ad affrontare così l'avversario sorteggiato il 15 luglio, i ciprioti dell'APOEL. La compagine cipriota ha avuto la meglio, vincendo complessivamente per 3-1. Il Rosenborg, dopo l'eliminazione, è stato così ripescato per gli spareggi di Europa League, come previsto dal regolamento.
La formazione norvegese è stata così sorteggiata contro l'Austria Vienna. Dal doppio confronto, il Rosenborg è uscito sconfitto complessivamente per 4-2, salutando così anche l'Europa League e terminando la propria campagna europea stagionale.
Il 24 settembre, al termine del 25º turno di campionato in cui il Rosenborg ha superato il Molde all'Aker Stadion col punteggio di 1-3, la squadra si è garantita la vittoria dell'Eliteserien 2016 con cinque giornate d'anticipo sulla fine della stagione, conquistando questo successo per la 24ª volta nella sua storia. Il 20 novembre, la squadra ha centrato il double grazie alla vittoria nella finale del Norgesmesterskapet contro il Kongsvinger.

## Maglie e sponsor
Lo sponsor tecnico per la stagione 2016 è stato Adidas, mentre lo sponsor ufficiale è stato REMA 1000. La divisa casalinga è composta da una maglietta bianca con inserti nero e oro, pantaloncini neri e calzettoni bianchi. Quella da trasferta era invece composta da una maglietta nera con inserti bianchi e oro, pantaloncini bianchi e calzettoni neri.
| Casa | Trasferta |

## Rosa
| N. |                      | Ruolo | Calciatore            |
| -- | -------------------- | ----- | --------------------- |
| 1  | Norvegia (bandiera)  | P     | André Hansen          |
| 2  | Norvegia (bandiera)  | D     | Jonas Svensson        |
| 3  | Svezia (bandiera)    | D     | Mikael Dorsin         |
| 4  | Norvegia (bandiera)  | D     | Tore Reginiussen      |
| 5  | Islanda (bandiera)   | D     | Hólmar Örn Eyjólfsson |
| 7  | Danimarca (bandiera) | C     | Mike Jensen           |
| 8  | Norvegia (bandiera)  | C     | Anders Konradsen      |
| 9  | Danimarca (bandiera) | A     | Christian Gytkjær     |
| 10 | Islanda (bandiera)   | A     | Matthías Vilhjálmsson |
| 11 | Norvegia (bandiera)  | A     | Yann-Erik de Lanlay   |
| 12 | Norvegia (bandiera)  | P     | Alexander Lund Hansen |
| 14 | Norvegia (bandiera)  | D     | Johan Lædre Bjørdal   |
| 15 | Kosovo (bandiera)    | A     | Elbasan Rashani       |
| 16 | Norvegia (bandiera)  | D     | Jørgen Skjelvik       |
| 17 | Norvegia (bandiera)  | C     | John Hou Sæter        |

| N. |                      | Ruolo | Calciatore            |
| -- | -------------------- | ----- | --------------------- |
| 18 | Norvegia (bandiera)  | C     | Magnus Stamnestrø     |
| 19 | Norvegia (bandiera)  | A     | Andreas Helmersen     |
| 20 | Australia (bandiera) | D     | Alex Gersbach         |
| 21 | Norvegia (bandiera)  | C     | Fredrik Midtsjø       |
| 22 | Norvegia (bandiera)  | C     | Sivert Solli          |
| 23 | Norvegia (bandiera)  | A     | Pål André Helland     |
| 24 | Ghana (bandiera)     | P     | Adam Larsen Kwarasey  |
| 24 | Finlandia (bandiera) | A     | Riku Riski            |
| 27 | Norvegia (bandiera)  | A     | Mushaga Bakenga       |
| 28 | Islanda (bandiera)   | C     | Guðmundur Þórarinsson |
| 30 | Estonia (bandiera)   | P     | Pavel Londak          |
| 31 | Norvegia (bandiera)  | D     | Per-Magnus Steiring   |
| 32 | Norvegia (bandiera)  | D     | Erlend Dahl Reitan    |
| 33 | Norvegia (bandiera)  | P     | Julian Faye Lund      |
| 34 | Norvegia (bandiera)  | C     | Olaus Skarsem         |

## Calciomercato

### Sessione invernale(dal 01/01 al 31/03)
| Arrivi           | Arrivi                | Arrivi       | Arrivi        |
| R.               | Nome                  | da           | Modalità      |
| ---------------- | --------------------- | ------------ | ------------- |
| P                | Pavel Londak          |              | svincolato    |
| D                | Alex Gersbach         | Sydney FC    | definitivo    |
| C                | Robin Lorentzen       | Harstad      | definitivo    |
| C                | Guðmundur Þórarinsson | Nordsjælland | definitivo    |
| A                | Christian Gytkjær     | Haugesund    | definitivo    |
| A                | Elbasan Rashani       | Brøndby      | prestito      |
| A                | Riku Riski            | Dundee Utd   | fine prestito |
| Altre operazioni |                       |              |               |
| R.               | Nome                  | da           | Modalità      |
| A                | Riku Riski            | IFK Göteborg | fine prestito |
| A                | Alexander Sørloth     | Bodø/Glimt   | fine prestito |

| Partenze | Partenze            | Partenze      | Partenze   |
| R.       | Nome                | a             | Modalità   |
| -------- | ------------------- | ------------- | ---------- |
| C        | Ole Kristian Selnæs | Saint-Étienne | definitivo |
| A        | Tobias Mikkelsen    | Nordsjælland  | definitivo |
| A        | Riku Riski          | Dundee Utd    | prestito   |
| A        | Alexander Søderlund | Saint-Étienne | definitivo |
| A        | Alexander Sørloth   | Groningen     | definitivo |

### Tra le due sessioni
| Arrivi | Arrivi       | Arrivi | Arrivi        |
| R.     | Nome         | da     | Modalità      |
| ------ | ------------ | ------ | ------------- |
| A      | Emil Nielsen | Aarhus | fine prestito |

| Partenze | Partenze      | Partenze | Partenze |
| R.       | Nome          | a        | Modalità |
| -------- | ------------- | -------- | -------- |
| D        | Mikael Dorsin |          | ritiro   |

### Sessione estiva(dal 21/07 al 17/08)
| Arrivi | Arrivi               | Arrivi           | Arrivi     |
| R.     | Nome                 | da               | Modalità   |
| ------ | -------------------- | ---------------- | ---------- |
| P      | Adam Larsen Kwarasey | Portland Timbers | definitivo |
| A      | Mushaga Bakenga      | Club Bruges      | definitivo |

| Partenze | Partenze            | Partenze | Partenze   |
| R.       | Nome                | a        | Modalità   |
| -------- | ------------------- | -------- | ---------- |
| D        | Per-Magnus Steiring | Viking   | prestito   |
| C        | John Hou Sæter      | Ranheim  | prestito   |
| A        | Emil Nielsen        | Roskilde | definitivo |
| A        | Riku Riski          | Odd      | definitivo |

## Risultati

### Eliteserien

#### Girone di andata
| Arbitro: | Hagen (Grue) |

|                |           |  |
| Nordkvelle 30’ | Marcatori |  |

| Arbitro: | Skjerven (Kaupanger) |

|             |           |  |
| Gytkjær 15’ | Marcatori |  |

| Arbitro: | Moen (Haugesund) |

|  |           |                          |
|  | Marcatori | 83’ de Lanlay 87’ Jensen |

| Arbitro: | Johnsen (Tønsberg) |

|                 |           |  |
| Reginiussen 69’ | Marcatori |  |

| Arbitro: | Kjensli (Oslo) |

|                                                  |           |  |
| Vilhjálmsson 36’ de Lanlay 68’ Jensen 90’ (rig.) | Marcatori |  |

| Arbitro: | Hansen (Feda) |

|            |           |                          |
| Moussa 36’ | Marcatori | 45’ Jensen 72’ Konradsen |

| Arbitro: | Hobber Nilsen (Oslo) |

|                                                       |           |  |
| Eyjólfsson 30’ Jensen 58’ Þórarinsson 76’ Gytkjær 81’ | Marcatori |  |

| Arbitro: | Hagen (Grue) |

|         |           |               |
| Sarr 9’ | Marcatori | 72’ Konradsen |

| Arbitro: | Døvle (Larvik) |

|                              |           |           |
| Midtsjø 45’, 50’ Gytkjær 53’ | Marcatori | 87’ Kassi |

| Arbitro: | Hobber Nilsen (Oslo) |

|  |           |                       |
|  | Marcatori | 80’, 88’ Vilhjálmsson |

| Arbitro: | Hansen (Feda) |

|                           |           |           |
| Gytkjær 23’ Konradsen 48’ | Marcatori | 85’ Kippe |

| Arbitro: | Kjensli (Oslo) |

|             |           |               |
| Ibrahim 16’ | Marcatori | 31’ Konradsen |

| Arbitro: | Moen (Haugesund) |

|                             |           |                 |
| Helland 1’ Gytkjær 28’, 45’ | Marcatori | 18’ Elyounoussi |

| Bodø 2 luglio 2016, ore 18:00 14ª giornata | Bodø/Glimt     | 0 – 0 referto | Rosenborg | Aspmyra Stadion (3.325 spett.)\| Arbitro: \| Døvle (Larvik) \| |
| Arbitro:                                   | Døvle (Larvik) |               |           |                                                                |

| Arbitro: | Skjerven (Kaupanger) |

|                                                            |           |                          |
| Helland 21’, 53’ Gytkjær 50’ (rig.) Jensen 90’ Rashani 90’ | Marcatori | 37’ Kirkevold 48’ Rosted |

#### Girone di ritorno
| Arbitro: | Steen (Bergen) |

|               |           |            |
| Skagestad 90’ | Marcatori | 2’ Rashani |

| Arbitro: | Lundby (Bøverbru) |

|                                                                      |           |  |
| Gytkjær 17’ Stølås 48’ (aut.) Vilhjálmsson 52’, 59’ Bakenga 76’, 89’ | Marcatori |  |

| Arbitro: | Skjerven (Kaupanger) |

|  |           |                  |
|  | Marcatori | 72’, 79’ Gytkjær |

| Arbitro: | Moen (Haugesund) |

|                                   |           |                                   |
| Knudtzon 52’ Martin 64’ Ofkir 89’ | Marcatori | 18’, 25’, 34’ Gytkjær 39’ Midtsjø |

| Arbitro: | Døvle (Larvik) |

|                                      |           |                     |
| Midtsjø 15’ Bakenga 37’ Svensson 40’ | Marcatori | 75’ (aut.) Svensson |

| Arbitro: | Hansen (Feda) |

|          |           |             |
| Orlov 3’ | Marcatori | 69’ Gytkjær |

| Arbitro: | Moen (Haugesund) |

|                              |           |              |
| Gytkjær 21’, 64’ Rashani 90’ | Marcatori | 70’ Espejord |

| Arbitro: | Edvartsen (Hamar) |

|  |           |                        |
|  | Marcatori | 85’ Bakenga 90’ Jensen |

| Arbitro: | Steen (Bergen) |

|                                    |           |  |
| Gytkjær 61’ Dahl Reitan 90’ (rig.) | Marcatori |  |

| Arbitro: | Hagen (Grue) |

|                 |           |                             |
| Sigurðarson 31’ | Marcatori | 50’, 89’ Jensen 62’ Gytkjær |

| Arbitro: | Moen (Haugesund) |

|                                        |           |                        |
| Dahl Reitan 3’ Helland 29’ Bakenga 31’ | Marcatori | 37’ (aut.) Reginiussen |

| Arbitro: | Hansen (Feda) |

|                         |           |                             |
| Lindberg 14’ Tveita 67’ | Marcatori | 45’ Reginiussen 81’ Gytkjær |

| Arbitro: | Lundby (Bøverbru) |

|             |           |                               |
| Bakenga 42’ | Marcatori | 32’ Nordkvelle 90’ Semb Berge |

| Arbitro: | Kjensli (Oslo) |

|                       |           |  |
| Parr 52’ Storflor 78’ | Marcatori |  |

| Arbitro: | Skjerven (Kaupanger) |

|                            |           |           |
| Bakenga 34’ Eyjólfsson 60’ | Marcatori | 69’ Azemi |

### Norgesmesterskapet
| Arbitro: | Hammer |

|  |           |                                        |
|  | Marcatori | 56’, 77’ (rig.) Stamnestrø 88’ Skarsem |

| Arbitro: | Eggen |

|             |           |                                                                |
| Snekvik 89’ | Marcatori | 23’ Riski 28’, 63’ Stamnestrø 48’ Vilhjálmsson 68’ Þórarinsson |

| Arbitro: | Følstad Skarsem (Trondheim) |

|                     |           |                                                          |
| Busch Sevaldsen 50’ | Marcatori | 30’ Rashani 37’ de Lanlay 65’ Lædre Bjørdal 86’ Svensson |

| Arbitro: | Skjerven (Kaupanger) |

|                                        |           |                  |
| Midtsjø 6’ Vilhjálmsson 9’ Helland 90’ | Marcatori | 7’ Sanchez Olsen |

| Arbitro: | Hobber Nilsen (Oslo) |

|                                            |                      |                                             |
| Lehne Olsen 53’                            | Marcatori            | 90’ Gytkjær                                 |
| Andersen Ødegaard Sigurðarson Ingebrigtsen | Tiri di rigore 3 – 5 | Helland Jensen Vilhjálmsson Gytkjær Bakenga |

| Arbitro: | Moen (Haugesund) |

|                          |           |  |
| Midtsjø 22’ Skjelvik 90’ | Marcatori |  |

| Arbitro: | Hansen (Feda) |

|  |           |                                       |
|  | Marcatori | 12’, 63’, 65’ Helland 50’ Reginiussen |

### Champions League
| Arbitro: | Massa |

|                                          |           |               |
| Eyjólfsson 48’ Helland 62’ de Lanlay 65’ | Marcatori | 70’ Andersson |

| Arbitro: | Pawson |

|                              |           |                                  |
| Andersson 57’, 77’ Nyman 59’ | Marcatori | 36’ (rig.) Gytkjær 55’ de Lanlay |

| Arbitro: | Vinčić |

|                          |           |           |
| Gytkjær 23’ Skjelvik 45’ | Marcatori | 67’ Efrem |

| Arbitro: | Raczkowski |

|                                          |           |  |
| Giannotas 90’ Vander 90’ De Vincenti 90’ | Marcatori |  |

### Europa League
| Arbitro: | Bastien |

|                               |           |                 |
| Grünwald 51’ Felipe Pires 53’ | Marcatori | 90’ Reginiussen |

| Arbitro: | Atkinson |

|                    |           |                         |
| Gytkjær 59’ (rig.) | Marcatori | 58’ Grünwald 69’ Kayode |

## Statistiche

### Statistiche di squadra
| Competizione       | Punti | In casa | In casa | In casa | In casa | In casa | In casa | In trasferta | In trasferta | In trasferta | In trasferta | In trasferta | In trasferta | Totale | Totale | Totale | Totale | Totale | Totale | DR  |
| Competizione       | Punti | G       | V       | N       | P       | Gf      | Gs      | G            | V            | N            | P            | Gf           | Gs           | G      | V      | N      | P      | Gf     | Gs     | DR  |
| ------------------ | ----- | ------- | ------- | ------- | ------- | ------- | ------- | ------------ | ------------ | ------------ | ------------ | ------------ | ------------ | ------ | ------ | ------ | ------ | ------ | ------ | --- |
| Eliteserien        | 69    | 15      | 14      | 0       | 1       | 42      | 11      | 15           | 7            | 6            | 2            | 23           | 14           | 30     | 21     | 6      | 3      | 65     | 25     | +40 |
| Norgesmesterskapet | -     | 2       | 2       | 0       | 0       | 5       | 1       | 5            | 4            | 1            | 0            | 17           | 3            | 7      | 6      | 1      | 0      | 22     | 4      | +18 |
| Champions League   | -     | 2       | 2       | 0       | 0       | 5       | 2       | 2            | 0            | 0            | 2            | 2            | 6            | 4      | 2      | 0      | 2      | 7      | 8      | -1  |
| Europa League      | -     | 1       | 0       | 0       | 1       | 1       | 2       | 1            | 0            | 0            | 1            | 1            | 2            | 2      | 0      | 0      | 2      | 2      | 4      | -2  |
| Totale             | -     | 0       | 0       | 0       | 0       | 0       | 0       | 0            | 0            | 0            | 0            | 0            | 0            | 0      | 0      | 0      | 0      | 0      | 0      | 0   |

### Andamento in campionato
| Giornata  | 1  | 2 | 3 | 4 | 5 | 6 | 7 | 8 | 9 | 10 | 11 | 12 | 13 | 14 | 15 | 16 | 17 | 18 | 19 | 20 | 21 | 22 | 23 | 24 | 25 | 26 | 27 | 28 | 29 | 30 |
| --------- | -- | - | - | - | - | - | - | - | - | -- | -- | -- | -- | -- | -- | -- | -- | -- | -- | -- | -- | -- | -- | -- | -- | -- | -- | -- | -- | -- |
| Luogo     | T  | C | T | C | C | T | C | T | C | T  | C  | T  | C  | T  | C  | T  | C  | T  | T  | C  | T  | C  | T  | C  | T  | C  | T  | C  | T  | C  |
| Risultato | P  | V | V | V | V | V | V | N | V | V  | V  | N  | V  | N  | V  | N  | V  | V  | V  | V  | N  | V  | V  | V  | V  | V  | N  | P  | P  | V  |
| Posizione | 12 | 6 | 5 | 1 | 1 | 1 | 1 | 1 | 1 | 1  | 1  | 1  | 1  | 1  | 1  | 1  | 1  | 1  | 1  | 1  | 1  | 1  | 1  | 1  | 1  | 1  | 1  | 1  | 1  | 1  |

Fonte:  Tippeligaen 2016, su altomfotball.no, Altomfotball.
Legenda:

Luogo: C = Casa; T = Trasferta. Risultato: V = Vittoria; N = Pareggio; P = Sconfitta.

### Statistiche dei giocatori
| Giocatore          | Eliteserien | Eliteserien | Eliteserien | Eliteserien | Norgesmesterskapet | Norgesmesterskapet | Norgesmesterskapet | Norgesmesterskapet | Champions League+Europa League | Champions League+Europa League | Champions League+Europa League | Champions League+Europa League | Altre coppe | Altre coppe | Altre coppe | Altre coppe | Totale   | Totale | Totale      | Totale     |
| Giocatore          | Presenze    | Reti        | Ammonizioni | Espulsioni  | Presenze           | Reti               | Ammonizioni        | Espulsioni         | Presenze                       | Reti                           | Ammonizioni                    | Espulsioni                     | Presenze    | Reti        | Ammonizioni | Espulsioni  | Presenze | Reti   | Ammonizioni | Espulsioni |
| ------------------ | ----------- | ----------- | ----------- | ----------- | ------------------ | ------------------ | ------------------ | ------------------ | ------------------------------ | ------------------------------ | ------------------------------ | ------------------------------ | ----------- | ----------- | ----------- | ----------- | -------- | ------ | ----------- | ---------- |
| M. Bakenga         | 9           | 7           | 0           | 0           | 3                  | 0                  | 1                  | 0                  | 1+0                            | 0                              | 0                              | 0                              |             |             |             |             | 13       | 7      | 1           | 0          |
| E. Dahl Reitan     | 3           | 2           | 0           | 0           | 4                  | 0                  | 0                  | 0                  | 0                              | 0                              | 0                              | 0                              |             |             |             |             | 7        | 2      | 0           | 0          |
| Y. de Lanlay       | 17          | 2           | 0           | 0           | 1                  | 1                  | 0                  | 0                  | 4+0                            | 2+0                            | 0                              | 0                              |             |             |             |             | 22       | 5      | 0           | 0          |
| M. Dorsin          | 0           | 0           | 0           | 0           | 0                  | 0                  | 0                  | 0                  | 0                              | 0                              | 0                              | 0                              |             |             |             |             | 0        | 0      | 0           | 0          |
| H. Eyjólfsson      | 27          | 2           | 2           | 0           | 2                  | 0                  | 0                  | 0                  | 4+2                            | 1+0                            | 1+1                            | 0                              |             |             |             |             | 35       | 3      | 4           | 0          |
| J. Faye Lund       | 0           | -0          | 0           | 0           | 0                  | -0                 | 0                  | 0                  | 0                              | -0                             | 0                              | 0                              |             |             |             |             | 0        | 0      | 0           | 0          |
| A. Gersbach        | 19          | 0           | 1           | 0           | 7                  | 0                  | 1                  | 0                  | 1+2                            | 0                              | 0                              | 0                              |             |             |             |             | 29       | 0      | 2           | 0          |
| C. Gytkjær         | 28          | 19          | 1           | 0           | 5                  | 1                  | 0                  | 0                  | 4+2                            | 2+1                            | 1+1                            | 0                              |             |             |             |             | 39       | 23     | 3           | 0          |
| A. Hansen          | 19          | -13         | 0           | 0           | 3                  | -1                 | 0                  | 0                  | 0                              | -0                             | 0                              | 0                              |             |             |             |             | 22       | -14    | 0           | 0          |
| P. Helland         | 20          | 4           | 3           | 0           | 5                  | 4                  | 0                  | 0                  | 4+2                            | 1+0                            | 0                              | 0                              |             |             |             |             | 31       | 9      | 3           | 0          |
| A. Helmersen       | 0           | 0           | 0           | 0           | 1                  | 0                  | 0                  | 0                  | 0                              | 0                              | 0                              | 0                              |             |             |             |             | 1        | 0      | 0           | 0          |
| J. Hou Sæter       | 0           | 0           | 0           | 0           | 0                  | 0                  | 0                  | 0                  | 0                              | 0                              | 0                              | 0                              |             |             |             |             | 0        | 0      | 0           | 0          |
| M. Jensen          | 28          | 8           | 3           | 0           | 4                  | 0                  | 1                  | 0                  | 4+2                            | 0                              | 1+1                            | 0                              |             |             |             |             | 38       | 8      | 6           | 0          |
| A. Konradsen       | 26          | 4           | 3           | 1           | 6                  | 0                  | 0                  | 0                  | 4+2                            | 0                              | 0                              | 0                              |             |             |             |             | 38       | 4      | 3           | 1          |
| J. Lædre Bjørdal   | 12          | 0           | 1           | 0           | 5                  | 1                  | 0                  | 0                  | 2+0                            | 0                              | 0                              | 0                              |             |             |             |             | 19       | 1      | 1           | 0          |
| A. Larsen Kwarasey | 9           | -9          | 0           | 0           | 1                  | -1                 | 0                  | 0                  | 2+2                            | -4+-4                          | 1+0                            | 0                              |             |             |             |             | 14       | -18    | 1           | 0          |
| A. Lund Hansen     | 0           | -0          | 0           | 0           | 0                  | -0                 | 0                  | 0                  | 0                              | -0                             | 0                              | 0                              |             |             |             |             | 0        | 0      | 0           | 0          |
| F. Midtsjø         | 28          | 4           | 4           | 0           | 5                  | 2                  | 0                  | 0                  | 4+2                            | 0                              | 0+1                            | 0                              |             |             |             |             | 39       | 6      | 5           | 0          |
| E. Rashani         | 19          | 3           | 0           | 0           | 6                  | 1                  | 0                  | 0                  | 1+2                            | 0                              | 0+1                            | 0                              |             |             |             |             | 28       | 4      | 1           | 0          |
| T. Reginiussen     | 19          | 2           | 1           | 0           | 3                  | 1                  | 0                  | 0                  | 4+2                            | 0+1                            | 0+1                            | 0                              |             |             |             |             | 28       | 4      | 2           | 0          |
| R. Riski           | 3           | 0           | 0           | 0           | 3                  | 1                  | 0                  | 0                  | 0                              | 0                              | 0                              | 0                              |             |             |             |             | 6        | 1      | 0           | 0          |
| O. Skarsem         | 0           | 0           | 0           | 0           | 1                  | 1                  | 0                  | 0                  | 0                              | 0                              | 0                              | 0                              |             |             |             |             | 1        | 1      | 0           | 0          |
| J. Skjelvik        | 26          | 0           | 0           | 0           | 6                  | 1                  | 0                  | 0                  | 4+2                            | 1+0                            | 1+0                            | 0                              |             |             |             |             | 38       | 2      | 1           | 0          |
| S. Solli           | 1           | 0           | 0           | 0           | 1                  | 0                  | 0                  | 0                  | 0                              | 0                              | 0                              | 0                              |             |             |             |             | 2        | 0      | 0           | 0          |
| M. Stamnestrø      | 13          | 0           | 0           | 0           | 4                  | 4                  | 0                  | 0                  | 0                              | 0                              | 0                              | 0                              |             |             |             |             | 17       | 4      | 0           | 0          |
| P. Steiring        | 0           | 0           | 0           | 0           | 2                  | 0                  | 0                  | 0                  | 0                              | 0                              | 0                              | 0                              |             |             |             |             | 2        | 0      | 0           | 0          |
| J. Svensson        | 26          | 1           | 3           | 0           | 5                  | 1                  | 0                  | 0                  | 4+2                            | 0                              | 2+0                            | 0                              |             |             |             |             | 37       | 2      | 5           | 0          |
| G. Þórarinsson     | 24          | 1           | 1           | 0           | 4                  | 1                  | 0                  | 0                  | 2+0                            | 0                              | 0                              | 0                              |             |             |             |             | 30       | 2      | 1           | 0          |
| M. Vilhjálmsson    | 29          | 5           | 0           | 0           | 7                  | 2                  | 0                  | 0                  | 4+2                            | 0                              | 0                              | 0                              |             |             |             |             | 42       | 7      | 0           | 0          |